# كأس الدوري الألماني 2002
كأس الدوري الألماني 2002 (بالألمانية: DFB-Ligapokal 2002)‏ هو الموسم 7 من كأس الدوري الألماني. أقيم خلال الفترة 24 يوليو 2002 وحتى 1 أغسطس 2002، وأشرف على تنظيمه اتحاد ألمانيا لكرة القدم، وكان عدد الأندية المشاركة فيه 6، وفاز فيه نادي هرتا برلين.